# Junk Culture
Junk Culture è il quinto album in studio del gruppo di musica elettronica britannico Orchestral Manoeuvres in the Dark, pubblicato nel 1984.

## Tracce
Side 1
1. Junk Culture (Paul Humphreys, Andy McCluskey) – 4:06
2. Tesla Girls (Humphreys, McCluskey) – 3:51
3. Locomotion (Humphreys, McCluskey, Gordian Troeller) – 3:53
4. Apollo (McCluskey) – 3:39
5. Never Turn Away (Humphreys, McCluskey) – 3:57

Side 2
1. Love and Violence (Humphreys, McCluskey) – 4:40
2. Hard Day (Humphreys, McCluskey) – 5:59
3. All Wrapped Up (Humphreys, McCluskey) – 4:25
4. White Trash (Humphreys, McCluskey, Martin Cooper) – 4:35
5. Talking Loud and Clear (Humphreys, McCluskey, Cooper) – 4:20